# Skyline Madrid
Skyline Madrid, también conocido como Torres Skyline o simplemente Skyline, es una urbanización de lujo a lo largo del Paseo de la Dirección en Madrid, España. El desarrollo consta de un par de torres gemelas de 100 metros, aproximadamente, junto con dos edificios más pequeños, con una combinación de apartamentos tanto en alquiler como en venta junto con varias comodidades.
Situada frente al Parque Agustín Rodríguez Sahagún en el barrio de Valdeacederas de Tetuán, es una de las urbanizaciones de este tipo más caras de España.

## Historia
La planificación de lo que se convertiría en Skyline Madrid se remonta a 1997, cuando el Ayuntamiento de Madrid elaboró un plan para remodelar el corredor del Paseo de la Dirección después de que se hiciera un plan similar para el área alrededor de la Avenida de Asturias, que fue expropiada por el gobierno de la Comunidad de Madrid a finales de la década de los años 1980.
En 2005, el gobierno de la ciudad anunció la remodelación de varios terrenos a lo largo del Paseo de la Dirección, lo que implica la construcción de unas 1700 nuevas unidades de apartamentos. El desarrollo avanzaría lentamente durante los próximos años, por un lado debido a los enfoques opuestos sobre cómo se debe desarrollar la tierra entre el desarrollador original del proyecto, las alcaldías conservadoras lideradas por el Partido Popular de Alberto Ruiz-Gallardón y Ana Botella, que lideraron el proceso de planificación inicial, y la sucesiva administración izquierdista liderada por Más Madrid de Manuela Carmena, y por el otro debido a la resistencia de los vecinos afectados cuyas propiedades iban a ser expropiadas para el proyecto.
Stoneweg, una empresa suiza de desarrollo inmobiliario y fondo de inversión, compró el terreno en el que se construiría Skyline a Dragados, la empresa que desarrolla las propiedades alrededor del corredor, en diciembre de 2018, pagando unos 120 millones de euros por una parcela de terreno de 45 000 metros cuadrados (484 376,2 ft²). La compra es la transacción de terrenos más cara en la historia de la ciudad.
El trabajo de construcción preparatorio comenzó en noviembre de 2019, y la construcción real comenzó en febrero de 2020. Durante la construcción, Stoneweg había intentado vender el desarrollo a otro desarrollador por unos 375 millones de euros, pero decidió cancelar la venta antes de que se completara el desarrollo. La construcción se completó en 2022 y Skyline se inauguró el 18 de octubre de 2022. Stoneweg pudo vender el 95% de las unidades disponibles para la venta antes de que se completara el desarrollo, pero tuvo menos éxito a la hora de atraer inquilinos a las unidades en alquiler.
El 3 de mayo de 2023 dos personas resultaron heridas en una riña que tuvo lugar en la urbanización, una de las cuales resultó gravemente herida tras recibir un corte en el cuello con un cuchillo.

## Estructura y comodidades
Skyline Madrid consta de dos torres de unos 100 metros de altura aproximadamente según la promotora, con cada torre conteniendo 25 pisos, de los cuales 24 en cada torre son habitables. Todo el desarrollo tiene unos 600 apartamentos, con 300 unidades que consisten en unidades de uno, dos y tres dormitorios disponibles por edificio. En la parte superior de uno de los edificios hay una piscina infinita, mientras que en la primera planta también se encuentra otra piscina, junto a jardines con vistas al Área Empresarial Cuatro Torres.
En principio, la prensa y los promotores habían anunciado que la altura de las torres iba a ser de sobre unos 100 metros, sin embargo, según Google Earth, las torres miden aproximadamente 86 metros.
Se encuentran varios servicios similares a los de un hotel en todo el desarrollo, que incluyen una recepcionista, un servicio de mensajería, un gimnasio con entrenadores personales y servicios de cáterin. Muchas de las unidades en ambos edificios también incluyen un balcón.

## Recepción
Skyline logró atraer intereses adinerados al desarrollo, con jugadores de fútbol, artistas exitosos e incluso algunas de las personas más ricas de España invirtiendo en unidades. Varias unidades vendidas incluso se han contado entre las transacciones inmobiliarias más caras de Madrid, con un penthouse vendido por 1,2 millones de euros a pesar del impacto de la pandemia de COVID-19 en el mercado inmobiliario del país.
A pesar de su éxito, el proyecto ha sido criticado por contribuir a la gentrificación en Tetuán, un distrito históricamente de clase trabajadora. Algunos vecinos de Valdeacederas se han quejado de que los vecinos de la promoción no están integrados en la vida del barrio, y tanto los alquileres como los precios de venta de las propiedades en Skyline son significativamente más altos que los precios medios en el resto de Tetuán. Muchos de los desplazados por el proyecto fueron compensados a precios por debajo del mercado y no podían permitirse comprar casas en otras partes de la ciudad, y el proyecto ha sido criticado por bloquear las vistas de los edificios vecinos y contribuir a la contaminación visual, ya que a los residentes del desarrollo, que son más ricos y en gran parte nuevos en el vecindario, se les otorga el monopolio de las vistas pintorescas de la ciudad, en detrimento de sus vecinos de clase trabajadora ya establecidos.